# 幻想ミッドナイト
『幻想ミッドナイト』（げんそうミッドナイト）は、テレビ朝日系列で1997年10月4日から12月20日にウイークエンドドラマ枠で放送されたテレビドラマである。正式タイトルは『飯田譲治Presents 幻想ミッドナイト』。

## 概要
人気作家11人の短編小説を映像化したオムニバス形式のテレビドラマ。飯田譲治が総合的なプロデュースを手がけており、原作・スタッフ・キャストの選定のほか、自身も原作・監督・脚本を担当している。

## キャスト
- 廣濱武司（オープニング出演） - 正体は元俳優の走水杏伍（公式サイトより）

夢の島クルーズ　
- 榎吉正幸：高橋克典
- 牛島美奈子：田中美奈子
- 牛島：矢島健一

怪物たちの夜
- 竜川刑事：唐渡亮
- 鹿内：松重豊
- 丸眼鏡の駅員：小林亜星
- 将棋の片目男：筒井康隆

風が吹いたら桶屋がもうかる
- 両角一角：柏原崇
- 松下陽之介：田口浩正
- 宇田川織枝：大路恵美
- 三原源太郎：佐藤誓
- さとうこうじ
- 増田雄一

言わずにおいて
- 長崎聡美：河合美智子
- 黒坂課長：小木茂光
- 池田成志
- 川俣しのぶ
- 和田周
- 小野了

ゆきどまり
- 車の男：鶴見辰吾
- ワンピースの女：夏生ゆうな
- 旅館の主人：伊藤高
- 旅館の番頭：つじしんめい

膝
- 梨木保：入江雅人
- 沙耶子：山口紗弥加
- 引地：麿赤兒
- 倉橋：松尾スズキ
- 女子高生：高橋幸子
- 女子高生：あかぎあい
- 女子高生：富本幸恵

見果てぬ夢 　
- 佐伯二郎：筧利夫
- 永井かね子：馬渕英里何
- 江理：つぐみ
- 佐伯ミキ：大村彩子

四〇九号室の患者
- 芹沢俊：伊藤洋三郎
- 芹沢園子（サナカ）：川嶋朋子
- 刑事：河西健司
- 看護婦：山本ふじこ
- サナカの愛人：八木橋努

八千六百五十三円の女
- 亜美：榎本加奈子
- 佐藤真二：井澤健
- 相沢真：斉木しげる

目目連
- 平野：白井晃
- 妙子：石橋けい
- 精神科医：下條アトム
- 平野の妻：速水今日子

破壊する男
- 若葉夕里子：片岡礼子
- 矢部：古田新太
- 若葉光一：井田州彦
- 小市慢太郎

## スタッフ
- 監督：井坂聡・飯田譲治・舞原賢三・大井利夫
- プランニング：飯田譲治
- プロデューサー：五十嵐文郎（テレビ朝日）・中曽根千治・加藤和夫・角田朝雄・須藤泰司･遠田孝一
- 企画協力：角川書店、高梨由美子（office eye）
- 原作：鈴木光司・綾辻行人・夢枕獏 ・筒井康隆・井上夢人・宮部みゆき・高橋克彦・中島らも・赤川次郎・京極夏彦・飯田譲治＋梓河人
- 脚本：飯田譲治･新和男・笠井健夫・鈴木勝秀・高橋洋・田辺満
- 撮影：金谷宏二・佐野哲郎・菊池亘
- 照明：近守里夫
- 音声：益子宏明
- VE  ：佐藤　学
- SFX：A･T･イリュージョン
- スペシャル･エフェクツ･クルー：臼井則政・奥山哲志・三好秀明・井上忠広･相良貴幸
- スペシャル･エフェクト･コーディネーター：伊藤太一
- 編集：石川浩通 ・ 斉藤和彦
- 音楽：LA FINCA (池頼広)
- オープニング演出：飯田譲治
- 音響効果：藤村義孝・木村匡宏
- 制作：テレビ朝日・東映

## 主題歌
- 『Love me tender』D-LOOP

## サブタイトル
参照宇宙船YB 1998, p. 86
| 話数 | 放送日   | サブタイトル               | 原作             | 脚本     | 監督     |
| ---- | -------- | -------------------------- | ---------------- | -------- | -------- |
| 1    | 10月5日  | 夢の島クルーズ             | 鈴木光司         | 飯田譲治 | 飯田譲治 |
| 2    | 10月12日 | 怪物たちの夜               | 筒井康隆         | 飯田譲治 | 飯田譲治 |
| 3    | 10月19日 | 風が吹いたら桶屋がもうかる | 井上夢人         | 笠井健夫 | 舞原賢三 |
| 4    | 10月26日 | 言わずにおいて             | 宮部みゆき       | 笠井健夫 | 舞原賢三 |
| 5    | 11月2日  | ゆきどまり                 | 高橋克彦         | 高橋洋   | 大井利夫 |
| 6    | 11月16日 | 膝                         | 中島らも         | 笠井健夫 | 舞原賢三 |
| 7    | 11月23日 | 見果てぬ夢                 | 赤川次郎         | 鈴木勝秀 | 大井利夫 |
| 8    | 11月30日 | 四〇九号室の患者           | 綾辻行人         | 新和男   | 井坂聡   |
| 9    | 12月7日  | 八千六百五十三円の女       | 夢枕獏           | 田辺満   | 大井利夫 |
| 10   | 12月14日 | 目目連                     | 京極夏彦         | 新和男   | 井坂聡   |
| 11   | 12月21日 | 破壊する男                 | 飯田譲治＋梓河人 | 笠井健夫 | 舞原賢三 |

## 映像ソフト化
- DVD-BOXは2011年8月5日に発売。

## 書籍化
この番組のエピソードのうち9話の原作となった短編小説を収録した単行本が『幻想ミッドナイト―日常を破壊する恐怖の断片』として、1997年にカドカワ・エンタテインメントから発売された。中島らもの「膝」と井上夢人の「風が吹いたら桶屋がもうかる」の2話のみこの単行本には収録されていない。